# 1983-as Formula–1 brit nagydíj
A brit nagydíj volt az 1983-as Formula–1 világbajnokság kilencedik futama.

## Futam
| Helyezés | #  | Versenyző          | Csapat/Motor      | Körök | Idő/Kiesés oka    | Rajthely | Pontszám |
| -------- | -- | ------------------ | ----------------- | ----- | ----------------- | -------- | -------- |
| 1        | 15 | Alain Prost        | Renault           | 67    | 1:24:39,780       | 3        | 9        |
| 2        | 5  | Nelson Piquet      | Brabham-BMW       | 67    | + 19,161          | 6        | 6        |
| 3        | 27 | Patrick Tambay     | Ferrari           | 67    | + 26,246          | 2        | 4        |
| 4        | 12 | Nigel Mansell      | Lotus-Renault     | 67    | + 38,952          | 18       | 3        |
| 5        | 28 | René Arnoux        | Ferrari           | 67    | + 58,874          | 1        | 2        |
| 6        | 8  | Niki Lauda         | McLaren-Ford      | 66    | + 1 kör           | 15       | 1        |
| 7        | 23 | Mauro Baldi        | Alfa Romeo        | 66    | + 1 kör           | 11       |          |
| 8        | 22 | Andrea de Cesaris  | Alfa Romeo        | 66    | + 1 kör           | 9        |          |
| 9        | 7  | John Watson        | McLaren-Ford      | 66    | + 1 kör           | 24       |          |
| 10       | 25 | Jean-Pierre Jarier | Ligier-Ford       | 65    | + 2 kör           | 25       |          |
| 11       | 1  | Keke Rosberg       | Williams-Ford     | 65    | + 2 kör           | 13       |          |
| 12       | 2  | Jacques Laffite    | Williams-Ford     | 65    | + 2 kör           | 20       |          |
| 13       | 3  | Michele Alboreto   | Tyrrell-Ford      | 65    | + 2 kör           | 16       |          |
| 14       | 4  | Danny Sullivan     | Tyrrell-Ford      | 65    | + 2 kör           | 23       |          |
| 15       | 30 | Thierry Boutsen    | Arrows-Ford       | 65    | + 2 kör           | 17       |          |
| 16       | 33 | Roberto Guerrero   | Theodore-Ford     | 64    | + 3 kör           | 21       |          |
| 17       | 29 | Marc Surer         | Arrows-Ford       | 64    | + 3 kör           | 19       |          |
| Kiesett  | 9  | Manfred Winkelhock | ATS-BMW           | 49    | Motorhiba         | 8        |          |
| Kiesett  | 26 | Raul Boesel        | Ligier-Ford       | 48    | Felfüggesztés     | 22       |          |
| Kiesett  | 32 | Piercarlo Ghinzani | Osella-Alfa Romeo | 46    | Üzemanyagrendszer | 26       |          |
| Kiesett  | 35 | Derek Warwick      | Toleman-Hart      | 27    | Váltó             | 10       |          |
| Kiesett  | 6  | Riccardo Patrese   | Brabham-BMW       | 9     | Turbó             | 5        |          |
| Kiesett  | 40 | Stefan Johansson   | Spirit-Honda      | 5     | Üzemanyagrendszer | 15       |          |
| Kiesett  | 16 | Eddie Cheever      | Renault           | 3     | Motorhiba         | 7        |          |
| Kiesett  | 36 | Bruno Giacomelli   | Toleman-Hart      | 3     | Turbó             | 12       |          |
| Kiesett  | 11 | Elio de Angelis    | Lotus-Renault     | 1     | Turbó             | 4        |          |
| NK       | 34 | Johnny Cecotto     | Theodore-Ford     |       |                   |          |          |
| NK       | 31 | Corrado Fabi       | Osella-Alfa Romeo |       |                   |          |          |
| NK       | 17 | Kenny Acheson      | RAM-Ford          |       |                   |          |          |

## A világbajnokság élmezőnyének állása a verseny után
| H  | Versenyzők     | Pont | H  | Konstruktőrök | Pont |
| -- | -------------- | ---- | -- | ------------- | ---- |
| 1. | Alain Prost    | 39   | 1. | Renault       | 53   |
| 2. | Nelson Piquet  | 33   | 2. | Ferrari       | 50   |
| 3. | Patrick Tambay | 31   | 3. | Williams-Ford | 35   |
| 4. | Keke Rosberg   | 25   | 4. | Brabham-BMW   | 33   |
| 5. | René Arnoux    | 19   | 5. | McLaren-Ford  | 27   |

## Statisztikák
Vezető helyen:
- Patrick Tambay: 19 (1-19)
- Alain Prost: 43 (20-36 / 42-67)
- Nelson Piquet: 5 (37-41)

Alain Prost 8. győzelme, 7. leggyorsabb köre, René Arnoux 18. pole-pozíciója.
- Renault 14. győzelme.